# Sean Avery
Sean Avery (ur. 10 kwietnia 1980 w Pickering) – kanadyjski hokeista.
Jego ojciec Al Avery także był hokeistą, a obecnie jest trenerem bramkarzy.

## Przebieg kariery
- Owen Sound Platers (1996–1999)
- Kingston Frontenacs (1999–2000)
- Cincinnati Mighty Ducks (2000–2001)
- Detroit Red Wings (2001–2003)
- Los Angeles Kings (2003–2007)
  -  Manchester Monarchs (2003)
  -  Pelicans (2004–2005)
  -  Motor City Mechanics (2005)
- New York Rangers (2007–2008)
- Dallas Stars (2008)
- Hartford Wolf Pack (2008–2009)
- New York Rangers (2009–2012)

Swoje pierwsze kroki stawiał w drużynach grających w OHL. Pierwszym jego klubem już w lidze NHL została drużyna Detroit Red Wings. Następnie grał w Los Angeles Kings; podczas lokautu w finśkim klubie Pelicans oraz Motor City Mechanics. Później został hokeistą nowojorskiego New York Rangers. W marcu 2012 zakończył karierę zawodniczą.

## Styl gry
Znany był z prowokowania innych graczy. Stoczył wiele bójek na taflach NHL. W sezonach NHL (2003/2004) i NHL (2005/2006) był na pierwszym miejscu w klasyfikacji minut kar (odpowiednio 261 i 257 minut).

## Zasada Seana Avery

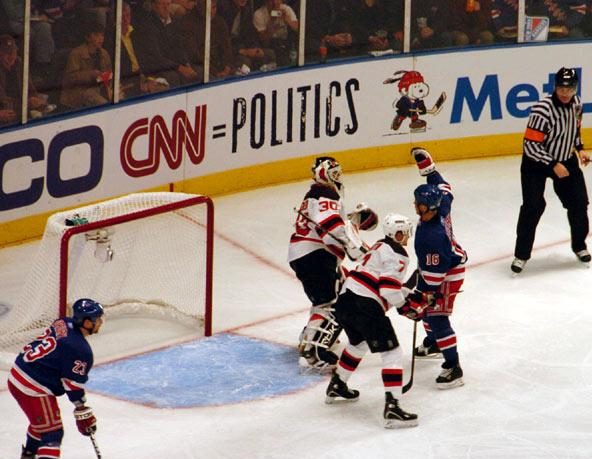
Sean Avery i Martin Brodeur

13 kwietnia 2008 roku w pierwszej rundzie fazy play-off podczas meczu między New Jersey Devils Avery zajął miejsce bezpośrednio przed bramkarzem ekipy Diabłów Martinem Brodeurem i będąc odwróconym twarzą do niego, zaczął wymachiwać przed nim rękami, zasłaniając mu widok i próbując odwrócić jego odwagę. Samo zasłanianie widoku bramkarzowi jest powszechnie stosowaną praktyką w NHL, szczególnie podczas gier w przewagach, lecz zawodnik drużyny grającej w przewadze odwrócony jest wtedy plecami do bramkarza. Choć zachowanie Seana na owe czasy nie było naruszeniem zasad (zawodnik nie dostał za to żadnej kary), wielu komentatorów uznało to zachowanie jako niesportowe. Następnego dnia NHL wprowadziło zapis, że zagranie Seana będzie od tego momentu karane karą mniejszą dwóch minut jako niesportowe zachowanie. Ostatecznie New York Rangers wygrało rywalizację z New Jersey Devils 4:1, a Martin Brodeur był jedynym hokeistą drużyny przeciwnej, który nie podał ręki lewoskrzydłowemu teamu z Nowego Jorku.